# Aleutenkrankheit
Die Aleutenkrankheit ist eine durch das Aleutian Mink Disease Virus (AMDV) ausgelöste Infektionskrankheit. Das AMDV ist ein Parvovirus, das Frettchen, Nerze, Waschbären und Skunks infiziert. Das Virus ist eng mit dem Hunde- und Katzenparvovirus verwandt. Die Erkrankung trat zunächst nur in Nordamerika, Japan und Großbritannien auf, seit 2004 sind auch Ausbrüche in anderen Teilen Europas zu verzeichnen.

## Transmission und Symptomatik
Die Übertragung erfolgt über Aerosole, Blut, Speichel, Harn und Kot bei direktem oder indirektem Kontakt. Sie kann auch von einer Fähe auf ihre Embryonen erfolgen (vertikale Transmission). 
Das klinische Bild zeigt sich in Apathie, Gewichtsverlust, Nahrungsverweigerung, struppigem Fell, gesteigerter Wasseraufnahme (Polydipsie) und Harnabsatz (Polyurie), Blutarmut und Teerstuhl. Im Endstadium treten Leber- und Nierenversagen auf. Auch eine zentralnervöse Form mit Lähmung der Hinterhand kann auftreten.

## Diagnose und Behandlung
Eine Diagnose ist momentan noch nicht am lebenden Tier möglich. Die Kombination verschiedener Tests (CIEP, PCR) und/oder Obduktion kann einen Verdacht erhärten. In der Vergangenheit wurde zur Diagnostik auch die Lugol-Probe eingesetzt. Dabei wurde Blutserum mit Iod-Kaliumiodid-Lösung versetzt, was durch den erhöhten Gammaglobulin-Gehalt zur Ausflockung führte. Gesunde Dauerausscheider sind möglich (asymptomatische chronische Infektion).
Die Behandlung erfolgt symptomatisch, da eine Heilung nicht möglich ist. Die Maßnahmen umfassen Zwangsernährung, Infusionen, Antibiotika, entzündungshemmende Mittel und eine Quarantäne von erkrankten Tieren.